# La mujer (canción)
«La mujer» es una canción interpretada por la cantante chileno-mexicana Mon Laferte en colaboración con la cantante mexicana Gloria Trevi. Fue lanzada oficialmente el 7 de abril de 2021 como el tercer sencillo oficial de su séptimo álbum de estudio Seis y a través de su discográfica Universal Music México.

## Vídeo musical
El video musical fue realizado bajo la dirección de Rodrigo Robles y se estrenó el mismo día que la canción en el canal oficial de videos de Mon. En él, se muestra a las dos cantantes estando dentro un escenario colorido y bailando juntas la canción.
Tiempo antes se estrenó su lyric video que obtuvo en su día de estreno 113,000 reproducciones en su cuenta VEVO.

## Posicionamiento en listas
| País   | Lista                              | Mejor posición |
| 2021   | 2021                               | 2021           |
| ------ | ---------------------------------- | -------------- |
| México | México Airplay (Billboard)         | 46             |
| México | México Español Airplay (Billboard) | 8              |
| México | Monitor Latino                     | 13             |

## Créditos
Voces
- Mon Laferte – voz principal.
- Gloria Trevi – voz principal.

Producción
- Omar Rodríguez-López – producción, arreglos de grabación, programación.
- Manú Jalil-Sebastian Aracena - producción

## Lista de canciones

### Descarga digital[10]
| La mujer — Single |            |          |  |
| N.º               | Título     | Duración |  |
| 1.                | «La mujer» | 3:08     |  |